# NGC 1333-IRAS 4B

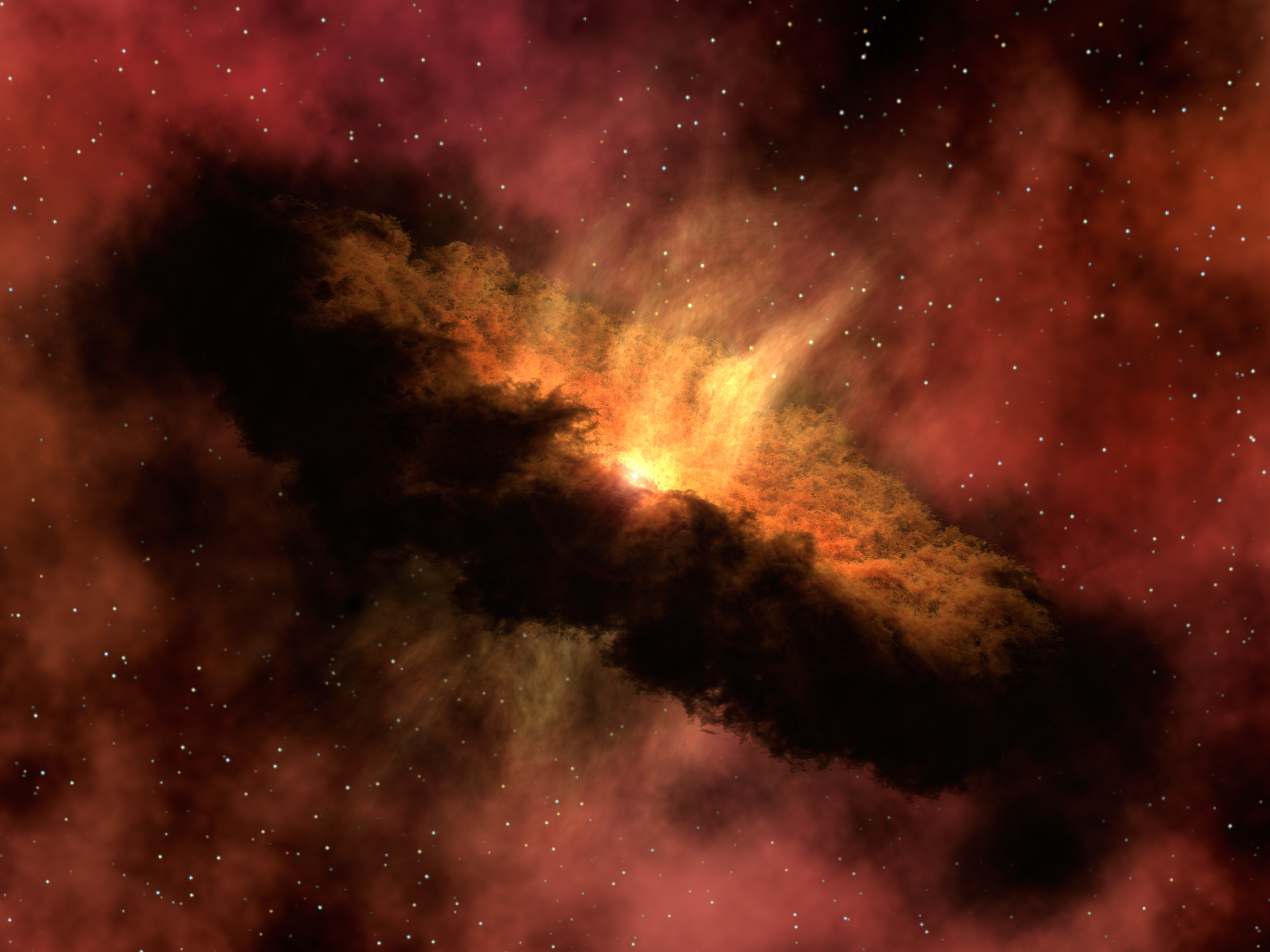
NGC 1333-IRAS 4B

NGC 1333-IRAS 4B é um sistema solar, localizado na Via Láctea, na constelação de Perseus, estando a uma distância de mil anos-luz da Terra. Neste sistema há vapor de água, capaz de encher 5 vezes os oceanos do nosso planeta.